# Пащине
Пащине (до 2025 року  — Пашкине) — село в Україні, у Лебединській міській громаді Сумського району Сумської області. Населення становить 50 осіб.

## Географія
Село Пащине знаходиться близько балки Попів Яр, за 2,5 км від села Лебединий Бобрик. По селу протікає пересихаючий струмок з загатою.

## Історія
12 червня 2020 року, відповідно до Розпорядження Кабінету Міністрів України № 723-р «Про визначення адміністративних центрів та затвердження територій територіальних громад Сумської області» увійшло до складу Лебединської міської громади.
До 2020 року орган місцевого самоврядування — Московськобобрицька сільська рада.
19 липня 2020 року, після ліквідації Лебединського району, село увійшло до Сумського району.
05 червня 2025 року відповідно до Постанови Верховної Ради України № 4483-IX село Пашкине було перейменовано на село Пащине. Постанова набула чинності 18 червня 2025 року.